# Prințul Karl Franz al Prusiei
Prințul Karl Franz al Prusiei (15 decembrie 1916 – 23 ianuarie 1975) a fost singurul copil al Prințului Joachim al Prusiei și a soției sale, Prințesa Marie-Auguste de Anhalt. Tatăl său a fost fiul cel mic al împăratului Wilhelm al II-lea al Germaniei. Pe linie paternă a fost stră-strănepot al reginei Victoria.

## Biografie

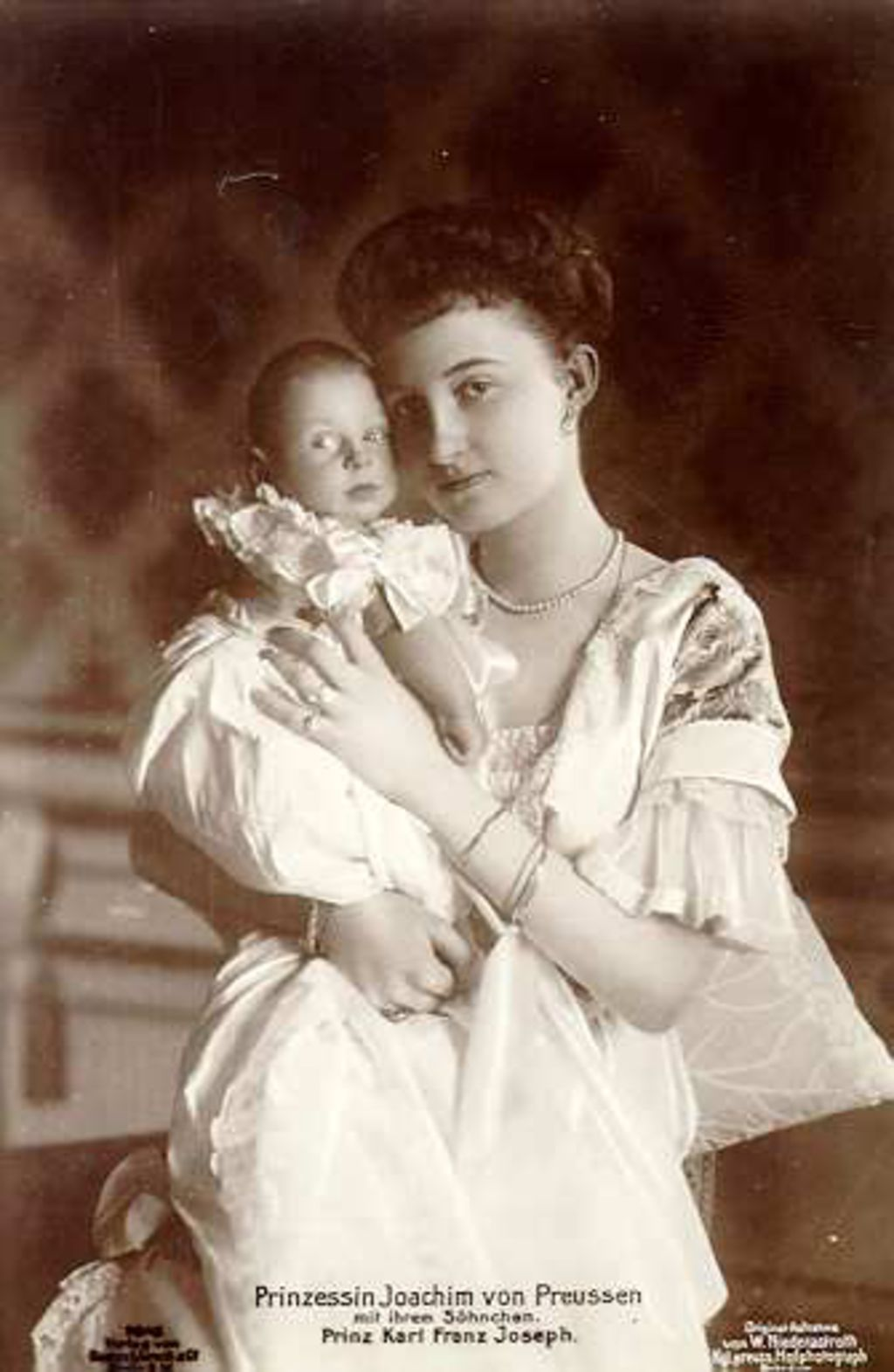
Karl Franz copil cu mama sa, Prințesa Marie-Auguste de Anhalt.

Prințul Karl Franz s-a născut la 15 decembrie 1916 la Potsdam. A fost singurul copil al Prințului Joachim al Prusiei și a soției sale, Prințesa Marie-Auguste de Anhalt. Karl Franz a fost al patrulea nepot al împăratului Wilhelm al II-lea născut de la începerea Primului Război Mondial; el a fost, prin urmare, foarte tânăr la căderea Hohenzollernilor. Bunicul său a abdicat în 1918 iar tatăl său s-a sinucis în 1920. La momentul abdicării bunicului său, Prințul Karl Franz era al 12-lea în linia de succesiune la tronul german și prusac.
După sinuciderea tatălui său, Karl Franz a fost luat în custodia unchiului patern, Prințul Eitel Friedrich al Prusiei. Ca șef legal al Casei de Hohenzollern, el a pretins acest drept, deoarece împăratul Wilhelm a emis un edict prin care a introdus competențele Hohenzollern în mâinile lui Eitel. Acest lucru a fost declarat mai târziu ilegal și mama lui a primit custodia deplină a fiului ei în 1921. Ea a primit acest drept, în ciuda faptului că ea a fugit de la soțul ei și că au existat numeroși funcționari care au depus mărturie împotriva ei. De asemenea, apărarea lui Eitel a declarat că Marie-Auguste nu era o persoană potrivită pentru tutela lui Karl Franz.. Marie-Auguste s-a dus în instanță unde a pledat motivând că este cu inima zdrobită, lucru care poate a ajutat la câștigarea cazului.
În 1922, Marie-Auguste l-a dat în judecată pe fostul împărat Wilhelm pentru sprijinul financiar pe care îl promisese la căsătoria ei cu Joachim. Avocatul lui Wilhelm a susținut că în interiorul Casei de Hohenzollern legile nu mai sunt valabile, și, prin urmare, nu există nici o obligație pentru a o susține.
În 1926, mama lui s-a recăsătorit cu Johannes-Michael Freiherr von Loën. Ei au divorțat în 1935.
În Al Doilea Război Mondial, Karl Franz a servit ca locotenent într-o divizie de mașini blindate, iar la un moment dat a fost staționat pe frontul polonez. A fost decorat cu Crucea de Fier.

### Căsătorii

#### Prima
La 5 octombrie 1940, Karl Franz s-a căsătorit cu Prințesa Henriette Hermine Wanda Ida Luise de Schönaich-Carolath. Ea era fiica Prințesei Hermine Reuss de Greiz, care era a doua soție a bunicului lui Karl Franz, împăratul Wilhelm al II-lea din 1922 (Henriette era fiica vitregă a fostului kaiser Wilhelm). Ceremonia a avut loc la reședința privată a lui Wilhelm și a fost efectuată de primarul din Doorn.
Ei au avut trei copii:
- Prințul Franz Wilhelm Viktor Christoph Stephan al Prusiei (n. 3 septembrie 1943); s-a căsătorit cu pretendenta la tronul Rusiei, Maria Vladimirovna a Rusiei. Copilul lor este George Mihailovici al Rusiei, Prinț al Prusiei, născut la 13 martie 1981 în Spania.
- Prințul Friedrich Christian Ludwig al Prusiei (3 septembrie 1943 – 26 septembrie 1943)
- Prințul Franz Friedrich Christian al Prusiei (n. 17 octombrie 1944).

Au divorțat la 5 septembrie 1946.

#### A doua
Karl Franz s-a căsătorit a doua oară, morganatic, la 9 noiembrie 1946, cu Luise Dora Hartmann (5 septembrie 1909 – 23 aprilie 1961). Cuplul nu a avut copii și au divorțat în 1959.

#### A treia
Prințul Karl s-a căsătorit ultima dată la 20 iulie 1959 la Lima, Peru, cu Doña Eva Maria Herrera y Valdeavellano (10 iunie 1922 Lima, Peru – 6 martie 1987 Lima, Peru). Ei au fost căsătoriți până la decesul prințului Karl și au avut două fiice:
- Alexandra Maria Augusta Juana Consuelo Prinzessin von Preussen (n. 29 aprilie 1960 Lima, Peru). S-a căsătorit cu Alberto Reboa în octombrie 1995 la Lima, Peru. Au doi copii:
  - Alberto Reboa von Preussen (n.1994)
  - Alexandra Reboa von Preussen (n.1995)
- Désirée Anastasia Maria Benedicta Prinzessin von Preussen (n. 13 iulie 1961 Lima, Peru). S-a căsătorit cu Juan Carlos Gamarra y Skeels la 25 mai 1983 la Lima, Peru. Au doi copii:
  - Juan Francisco Gamarra von Preussen (n.1987)
  - Ines Gamarra von Preussen (n.1989).